# Arado Ar 67
Arado Ar 67 – niemiecki prototyp samolotu myśliwskiego z początku lat 30. XX w.

## Historia
Po rozpoczęciu w wytwórni Arado Flugzeugwerke GmbH produkcji seryjnej samolotu myśliwskiego Arado Ar 65 okazało się, że samolot ten ma zbyt słaby silnik. W związku z tym główny inżynier wytwórni Walter Blume rozpoczął pracę nad nowymi samolotami myśliwskimi, oznaczonymi jako Ar 67 i Ar 68.
Prototyp samolotu Ar 67 wyposażono w importowany silnik produkcji angielskiej Rolls-Royce Kestrel VI, a jego budowę ukończono jesienią 1933 roku. Został też oblatany, a następnie poddany serii badań, w trakcie których okazało się, że ma lepsze osiągi na większych wysokościach od swojego poprzednika – samolotu Ar 65, lecz na niskich pułapach zdecydowanie mu ustępuje. W związku z tym zrezygnowano z rozwijania tej konstrukcji, a wytwórnia skoncentrowała się na pracach nad podobnym samolotem Ar 68. Ostatecznie zbudowano tylko jeden prototyp samolotu Ar 67.

## Użycie
Zbudowany prototyp samolotu Ar 67 używano wyłącznie do prób.

## Konstrukcja
Samolot Ar 67 był dwupłatem o konstrukcji mieszanej. Kabina odkryta, jednomiejscowa. Podwozie klasyczne – stałe, z płozą ogonową. Skrzydła o konstrukcji drewnianej, kryte płótnem, wyposażone na obu płatach w lotki. Napęd stanowił silnik rzędowy. Planowane uzbrojenie miało składać się z 2 karabinów maszynowych MG 17 kal. 7,92 mm z zapasem amunicji 500 pocisków na każdy karabin. W prototypie uzbrojenia nie zamontowano.